# Chi Lá ngón
Chi Lá ngón (danh pháp khoa học: Gelsemium) là một chi cây có hoa, trước đây xếp trong họ Mã tiền (Loganiaceae), nay được xếp vào họ Hoàng đằng (Gelsemiaceae).

## Lịch sử phân loại
Năm 1753, Carolus Linnaeus lần đầu tiên phân loại G. sempervirens như là Bignonia sempervirens, dẫn chiếu tới Catesby (1729-1732) và Plukenet (1691, 1696).
Năm 1789, Antoine Laurent de Jussieu mô tả và thiết lập chi Gelsemium với dẫn chiếu tới Bignonia sempervirens của Linnaeus, nhưng ông không tạo ra tổ hợp tên gọi mới cho loài này. Năm 1805, Jean Henri Jaume Saint-Hilaire thiết lập tổ hợp tên gọi mới Gelsemium sempervirens. Cả ba mô tả đều dẫn chiếu tới tab. 53 trong quyển 1 sách The Natural History of Carolina, Florida and the Bahama Islands của Mark Catesby. Mô tả của Catesby lấy theo Theatrum Botanicum (1640) của John Parkinson (1567-1650).

## Từ nguyên
Gelsemium là dạng Latin hóa của từ tiếng Ý gelsomino để chỉ cây hoa nhài.

## Mô tả
Cây bụi hoặc dây leo mọc bò lan lung tung hoặc quấn. Lá mọc đối, hiếm khi mọc vòng; các lá kèm tiêu giảm thành một đường giữa các cuống lá; mép phiến lá nguyên. Chùm xim ở nách lá và đầu cành, nhiều hoa hoặc chùm từ ít hoa đến 1 hoa. Hoa mẫu 5. Lá đài xếp lợp, tràng hoa hình phễu; các thùy xếp lợp. Nhị đính ở đáy đến giữa ống tràng; chỉ nhị hình đai tới hình chỉ; các bao phấn hình trứng hẹp đến thuôn dài hẹp, từ không thò ra tới thò ra, 2 ngăn, đáy hình mũi tên. Bầu nhụy 2 ngăn, vài noãn mỗi ngăn. Vòi nhụy hình chỉ; đầu nhụy 4 khe. Quả nang hình trứng đến hình elipxoit hẹp, cắt vách, 4 mảnh vỏ, chứa vài hạt. Hạt có cánh.

## Các loài
Chi này có ba loài cây bụi bò hoặc leo. Hai loài có gốc gác Bắc Mỹ, và một loài có gốc gác Trung Quốc và Đông Nam Á. Tất cả ba loài thuộc chi này đều có độc.
- G. elegans Benth., 1856: Lá ngón hay đại trà đằng, hồ mạn đằng, hoàng đằng, câu vẫn, đoạn trường thảo [9]. Loài này sống ở Ấn Độ (Assam), Indonesia (Java, Kalimantan, Sumatra), Lào, Malaysia (bán đảo và Borneo), bắc Myanma, bắc Thái Lan, Việt Nam, và các tỉnh của Trung Quốc: Chiết Giang, Giang Tây, Hải Nam, Hồ Nam, Phúc Kiến, Quảng Đông, Quảng Tây, Quý Châu, Vân Nam và lãnh thổ Đài Loan. Loài cây này sống trong rừng, ở cao độ 200–2.000 m.
- G. rankinii Small, 1928: Hoa nhài Rankin, hoa nhài đầm lầy, hoa trumpet Rankin. Sống ở đông nam Hoa Kỳ, tại các bang Alabama, Florida, Georgia, Louisiana, Mississippi, North Carolina, South Carolina.
- G. sempervirens (L.) J.St.-Hil., 1805: Hoa nhài vàng, hoa nhài Carolina, hoa trumpet tối. Sống trong khu vực từ đông nam Hoa Kỳ (các bang Alabama, Arkansas, Florida, Georgia, Louisiana, Mississippi, North Carolina, South Carolina, Tennessee, Texas, Virginia) và về phía tây và nam đến México, Guatemala, Honduras. Nó thường được trồng làm cây hoa trong vườn khắp thế giới. Loài điển hình của chi này.

## Hóa thực vật
Người ta nhận thấy Gelsemium chứa các chất methoxyindole.